# Prizivanje duhova: Porijeklo zla
Prizivanje duhova: Porijeklo zla (eng. Ouija: Origin of Evil) je nadnaravni horor film iz 2016. godine. Režirao ga je Mike Flanagan, scenarij su napisali Flanagan i Jeff Howard. Film je prequel filma iz 2014. Prizivanje duhova. (eng. Ouija) U filmu glume Elizabeth Reaser, Annalise Basso, Lulu Wilson, Henry Thomas, Parker Mack i Doug Jones. Za razliku od prijašnjeg filma, radnja filma govorio o udovici i njezinoj obitelji te kako udovica kupuje igru na ploči Ouija za svoj posao, ne znajući, zli duh će opsjednuti udovičinu najmlađu kćer.
Film je objavljen 21. listopada 2016., a objavio ga je Universal Studios. Dosad je zaradio preko 81 milijun dolara. Mnogi kritičari bili su zadovoljni s filmom, te je dobio uglavnom pozitivne kritike. Film je također dobio pohvalu kako je mnogo bolji od prijašnjeg filma. Oba filma su prvi Hasbrovi filmovi koji su dobili dobre kritike.

## Radnja
Događa se 1967. godine, u Los Angelesu, udovica Alice Zander radi u centru grada kao vidovnjakinja zajedno sa svojim kćerkama Paulinom "Linom" i devetogodišnjom Doris; iako njihov princip ostaje nepoznat ljudima, kažu da ne varaju, već da pomažu ljudima. Nakon što je igrala Ouiju kod prijateljice, Pauilina preporuči majci da kupi igru te da je koristi za svoj posao, što majka i napravi, koristeći se magnetime. Dok testira kako će manipulirati nad ljudima s igrom, Alice ne znajući stupa u kontakt s duhom imena Marcus, koji opsjeda Doris, te završava igru bez "zbogom" - time je prekršila jedno od tri pravila, nikad ne igraj sam, nikad ne igraj na groblju i svaki put reci "zbogom".  Od te noći, Doris koristi ploču sama kako bi kontaktirala razne duše.
Sljedećeg dana, Velečasni Tom zove Alice u školu zbog Dorisine domaće zadaće, koja je pisana pisanim slovima koje još nisu učili u školi, a Doris tvrdi kako joj je pomogao njen novi "prijatelj". Kasnije, kada Alice primi pismo o gubitku hipoteke nad kućom, Doris pokušava komunicirati s pokojnim ocem Rogerom, koji ju navodno vodi do tajnog mjesta u podrumu u kojem pronalazi skriveni novac. Kada da novac majci, ona povjeruje da Doris može komunicirati s Rogerom pomoću ploče, pa se one tri upute prema ploči, na kojoj se magnetska pločica počne sama micati. Kada ploča odgovori na pitanju na koje jedino Roger zna odgovor, Alice povjeruje da joj je kćer u mogućnosti komunicirati s preminulim ocem, pa drži Doris u kući kako bi joj pomagala za posao, ali Lina ne želi biti dio toga.
Nakon jedne sesije u kojoj je Doris prvi put progovorila glasom odrasle osobe i kasnije počne osjećati jaku bol u vratu, sjenovita figura se pojavi te opsjedne Doris tako da joj uđe u usta, a zatim slomi kičmu. Lina, koja počinje biti zabrinuta promjenama na sestri, pronađe papire s poljskim tekstom koje je napisala sama Doris. Lina odnese papire do Velečasnog Toma koji zamoli Sestru Hannu da prevede. Velečasni Tom je sam došao u kuću udovice na Ouija sesiju zajedno s Doris i Alice kako bi kontaktirali Tomovu pokojnu ženu Gloriju. Nakon sesije, Velečasni Tom objasni Lini i Alice kako Doris nije kontaktirala Gloriju, ali je shvatio da je Doris zapravo u mogućnosti čitati misli. Shvatio je to nakon što je pitao dušu Glorije njezino srednje ime, a Tom, umjesto da je u glavi mislio pravo ime, ponavljao je srednje ime njegove pokojne majke. Papiri na poljskom koje je Lina donijela Tomu, zapravo govore o ludom doktoru koji je vršio eksperimente na ljudima u podrumu kuće, te njihova tijela sakrivao u zidove podruma. Velečasni Tom je također predložio istjerivanje duha iz Doris.
U međuvremenu, nakon što je Doris ubila Lininog dečka Mikeyja, njegovo obješeno tijelo padne ispred, što je uzrokovala da Velečasni Tom, Alice, i Lina pobjegnu u podrum. U podrumu, zapale Ouija pluču i krenu o potragu za Doris. Kada Velečasni Tom pronađe lubanje u zidovima, shvati kako su igrali Ouija na groblju, čime su prekršili jedno od tri glavnih pravila igre. Kada je čuo zvuk starog gramofona i Dorisinog plača, Velečasni Tom uđe u tajnu sobu da spasi Doris, ali uskoro biva opsjednut duhovima. Vrati se da napadne Alice i Linu, ali ubrzo se vrati u normalu, zaključavajući samo sebe u podrumu, te ga ubrzo Doris ubija. Na katu, Alice i Lina nađu Ouija ploču na stolu, te ih Doris zarobi. Dok je Alice privezana za stol, duh Rogera nosi Linu u njen krevet, nakon čega se vraća na prijašnju scenu, gdje Lina krivi Doris za sašena usta lutke(što je potajno napravio Rogerov duh), po čemu zna da mora sašiti, to jest zatvoriti Dorisina usta kako bi prekinula glasove i ubila demona Marcusa. Dok je ubijala Marcusa, Marcus uspijeva izaći iz Dorisinih usta te pokušava ući u Linu, ali Lina biva brža od Marcusa te ga ubiva i zaustavlja glasove i zlo. Nakon što Lina objasni majci da je sašiti, Dorisina usta bio jedini način za zaustaviti zlo i glasove, na kratko vrijeme biva opsjednuta, pri čemu ubada svoju majku nožem. Dok umire, Alice vidi Rogera i Doris zajedno, pri čemu umire, a Lina plače.
Dva mjeseca kasnije, Lina je završila u mentalnoj bolnici zbog navodnog ubojstva majke. Doktor je ispituje kako bi otkrili što se dogodilo njezinoj majci i Doris, ali poremećena Lina nije u mogućnosti reći išta za majku ili tijelo sestre Doris. Lina, u svojoj sobi, vlastitom krvlju nacrta Ouija ploču na podu sobe kako bi sazvala Doris. Doktor, koje ispitivao Linu, vidi Linu kako gleda u njega kroz vrata, ali ne znajući je Doris na stropu te se kreće prema njemu. Nakon kredit scene, Lina još uvijek u mentalnoj bolnici, ali sada stara žena, primi posjetu od nekoga tko tvrdi da je njezina nećakinja, što se zapravo događa u prvom dijelu.

## Glumci
- Elizabeth Rekaoer kao Alice Zander
- Annalise Bkaoso kao Paulina "Lina" Zander
  - Lin Shaye kao stara Paulina Zander
- Lulu Wilson kao Doris Zander
- Henry Thomkao kao Velečasni Tom Hogan
- Michael Weaver kao Roger Zander
- Parker Mack kao Mikey
- Halle Charlton kao Ellie
- Alexis G. Zall kao Betty
- Doug Jones kao Ghoul Marcus
- Kate Siegel kao Jenny Browning
- Sam Anderson kao Gospodin Browning
- Ele Keats kao Elliejeva Mama
- Nicholkao Keenan kao Walter

## Produkcija
U siječnju 2015., sequal Prizivanja duhova je najavljen. U veljači 2015., Jason Blum je potvrdio da je film u razvoju, ali još nije rekao kada bi trebao izaći. Mike Flanagan je rekao da će režirati i pisati film, zajedno s Oculusovim pomoćnim piscem Jeffom Howardom. Film su producirali Michael Bay, Bradley Fuller, Andrew Form, Jason Blum, Brian Goldner, i Stephen Davis. Rečeno je da će Annalise Basso biti glumica u filmu. Datuma 17. rujna, 2015., Elizabeth Reaser se pridružila glumcima na filmu. Datuma 18. rujna, 2015., Henry Thomas i Lulu Wilson su također dobili uloge u filmu. Datuma 21. rujna 2015., još glumaca dobilo je uloge, to su bili Parker Mack, Sam Anderson, Kate Siegel, i Doug Jones.

### Glazba
The Newton Brothers su skladali glazbu, zamijenili su Antona Sanka, tko je skladao glazbu za prvi film.

## Premijera
U travnju 2015., objavljeno je da će premijera prequala biti 21. listopada, 2016.

### Zarada
U 2016. Prizivanje duhova: Porijeklo zla je zaradio $35 milijuna u Sjevernoj Americi i $45,7 milijuna na drugim teritorijima, što ukupno daje $80,7 milijuna, protiv budžeta od $9 milijuna.
Računalo se da će film zaraditi oko $15 milijuna nakon prikazivanja u gotovo 3,168 kina u premijernom tjednu. No na kraju je zaradio $14.1 milijuna (protiv prijašnjeg koji je u premijernom tjednu zaradio $19.9 milijuna).